# Indigofera nummularia
Indigofera nummularia är en ärtväxtart som beskrevs av John Gilbert Baker. Indigofera nummularia ingår i släktet indigosläktet, och familjen ärtväxter. Inga underarter finns listade i Catalogue of Life.